# Rezerwat przyrody Bory nad Pilicą
Rezerwat przyrody Bory nad Pilicą – leśny rezerwat przyrody położony na terenie gminy Ręczno w powiecie piotrkowskim (województwo łódzkie).

## Powołanie
Obszar chroniony utworzony został 21 grudnia 2024 r. na podstawie Zarządzenia Regionalnego Dyrektora Ochrony Środowiska w Łodzi z dnia 4 grudnia 2024 r. w sprawie uznania za rezerwat przyrody „Bory nad Pilicą” (Dz. Urz. Woj. Łódzkiego z 2024 r., poz. 10221). Powstał w ramach inicjatywy „100 rezerwatów na 100-lecie Lasów Państwowych”.

## Położenie
Rezerwat ma 23,87 ha powierzchni, a jego otulina – 8,89 ha. Obszar chroniony znajduje się w obrębie ewidencyjnym Stobnica, podlega pod leśnictwo Grzegorzówka (nadleśnictwo Piotrków, Regionalna Dyrekcja Lasów Państwowych w Łodzi). Położony jest w mezoregionie Równiny Piotrkowskiej. Leży w granicach Sulejowskiego Parku Krajobrazowego i częściowo specjalnego obszaru ochrony siedlisk sieci Natura 2000: Dolina Środkowej Pilicy PLH100008.

## Charakterystyka
Celem ochrony rezerwatowej jest „zachowanie ze względów naukowych i dydaktycznych dobrze zachowanego kompleksu oligotroficznych borów sosnowych z ważnymi dla nauki, chronionymi gatunkami roślin”. Ze względu na dominujący przedmiot ochrony typ obszaru chronionego określono jako fitocenotyczny, a podtyp – zbiorowisk leśnych, natomiast ze względu na główny typ ekosystemu typ określono jako leśny i borowy, a podtyp – borów nizinnych.
Rezerwat stanowi fragment oligotroficznego boru sosnowego, jednego z najcenniejszych florystycznie w województwie. Tworzą go śródlądowy bór suchy (chrobotkowy) Cladonio-Pinetum i suboceaniczny bór świeży Leucobryo-Pinetum. Wyróżniają się tu drzewa nawet do 250 cm w obwodzie, a także sosny o nietypowym przekroju. Występują tu chronione gatunki roślin charakterystyczne dla tych siedlisk: widlicz cyprysowy, widlicz spłaszczony, widłak jałowcowaty i mącznica lekarska. Utworzono tu również stanowisko zastępcze dla piaskowca trawiastego, introdukowanego przez naukowców z Uniwersytetu Łódzkiego i Ogrodu Botanicznego w Łodzi w ramach Regionalnego Programu Ochrony Gatunku.
Według stanu na styczeń 2025 rezerwat nie ma wyznaczonego planu ochrony ani zadań ochronnych.